# Fernando Sanclemente
Fernando Augusto Sanclemente Alzate (Bogotá, 16 de febrero de 1965) es abogado, especialista en Derecho económico colombiano, ex embajador de Colombia en Uruguay.
Desde 22 de marzo de 2019 al 6 de abril de 2020 fue embajador en Montevideo. El 16 de abril de 2019 presentó su carta credential, como el nuevo Representante Permanente de Colombia ante la ALADI.
El 6 de abril de 2020, luego de haber solicitado una licencia no remunerada para asumir su defensa judicial, presentó su renuncia a su cargo como embajador en Uruguay, ante el presidente Iván Duque, tras el hallazgo de tres laboratorios de cocaína en una finca de su familia en Guasca (Cundinamarca), la cual fue objeto de un proceso de extinción de dominio, al vincularse el predio al negocio del narcotráfico.
La Dirección Especializada de Extinción de Derecho de Dominio de la Fiscalía impuso medidas cautelares de embargo, secuestro y suspensión del poder dispositivo sobre cuatro predios y dos vehículos de la Sociedad Las Colinas de Guasca, de la que hizo parte y fue representante legal el ex embajador Sanclemente".

## Biografía
Fernando Augusto Sanclemente Alzate nació en Bogotá, el 16 de febrero de 1965, en un hogar acomodado de la ciudad, de ascendencia conservadora.

### Trayectoria
Sanclemente Alzate, quien se venía desempeñando como Superintendente de Puertos y Transporte desde abril de 2001, realizó una especialización de Derecho Económico en el Externado y otra de Derecho Administrativo en la Universidad del Rosario.
En 2005 fue designado por el presidente Álvaro Uribe como director de la Aeronáutica Civil, en reemplazo de Juan Carlos Vélez Uribe, "donde lideró la estructuración y ejecución del mayor número de concesiones aeroportuarias en la historia del país, incluyendo las concesiones del Aeropuerto Internacional El Dorado de Bogotá" (El Tiempo; "Sanclemente, un economista enamorado de los caballos", Bogotá, 13 de febrero de 2020). Ocupó el cargo hasta septiembre de 2010. Dos meses después asumió la presidencia de Puerto Brisa S. A. En 2012 se convirtió en 'Gerente 05' de la Terminal de Transporte, S. A. 
En octubre de 2012, el entonces alcalde de Bogotá, Gustavo Petro, lo designó como gerente del Transmilenio de Bogotá, tras la salida del anterior gerente, Fernando Rey. Sanclemente ocupó el cargo de gerente hasta mayo de 2014.
Entre 2014 y 2018 se desempeñó como consultor en transporte e infraestructura, contratista de Camilo Rodríguez Saboya (empresa que no tiene registro y que solo figura en la hoja de vida de Sanclemente Alzate) y del Centro Internacional Aeroportuario de Tocancipa SAS y Puerto Brisa S. A.
Durante la alcaldía de Gustavo Petro entre 2012 y 2014, se desempeñó como gerente de Transmilenio.
En marzo de 2019 fue designado por el gobierno de Iván Duque como representante permanente ante la Asociación Latinoamericana de Integración -ALADI- y embajador extraordinario y plenipotenciario en la República Oriental del Uruguay.
Fue director del Aeropuerto en Palestina (Caldas), o también llamado Aeropuerto del Café.

### Controversias
En el mes de febrero de 2020 fueron encontrados tres laboratorios de cocaína en una finca de la cual es socia la familia del Ex Embajador en Guasca Cundinamarca. Fernando Sanclemente renunció a su cargo para asumir la defensa del predio de su familia.
En el lugar se encontraron cerca de siete toneladas de insumos químicos y 9 mil 453 gramos de cocaína y de base de coca.
En abril de 2020 le fue aceptada su carta de renuncia y en junio del mismo año la propiedad fue incautada por la Fiscalía General. Los bienes afectados con la medida de extinción de dominio, es decir, los cuatro predios y los dos vehículos, están avaluados en 150 mil millones de pesos.
En noviembre de 2024 la Fiscalía acusó formalmente a Sanclemente por el delito de ocultamiento alteración o destrucción de elemento de prueba, en el contexto de la investigación por el hallazgo de un laboratorio de droga en una finca de su propiedad en Guasca.

## Familia

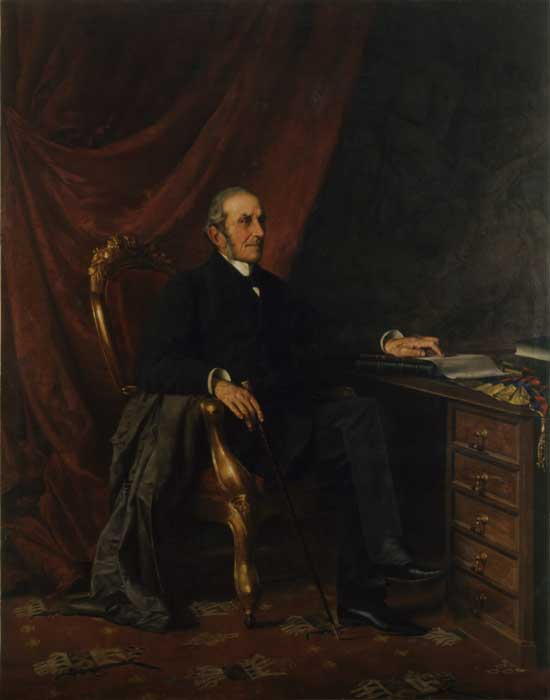
Su tío trastatarabuelo, el expresidente Manuel Antonio Sanclemente.

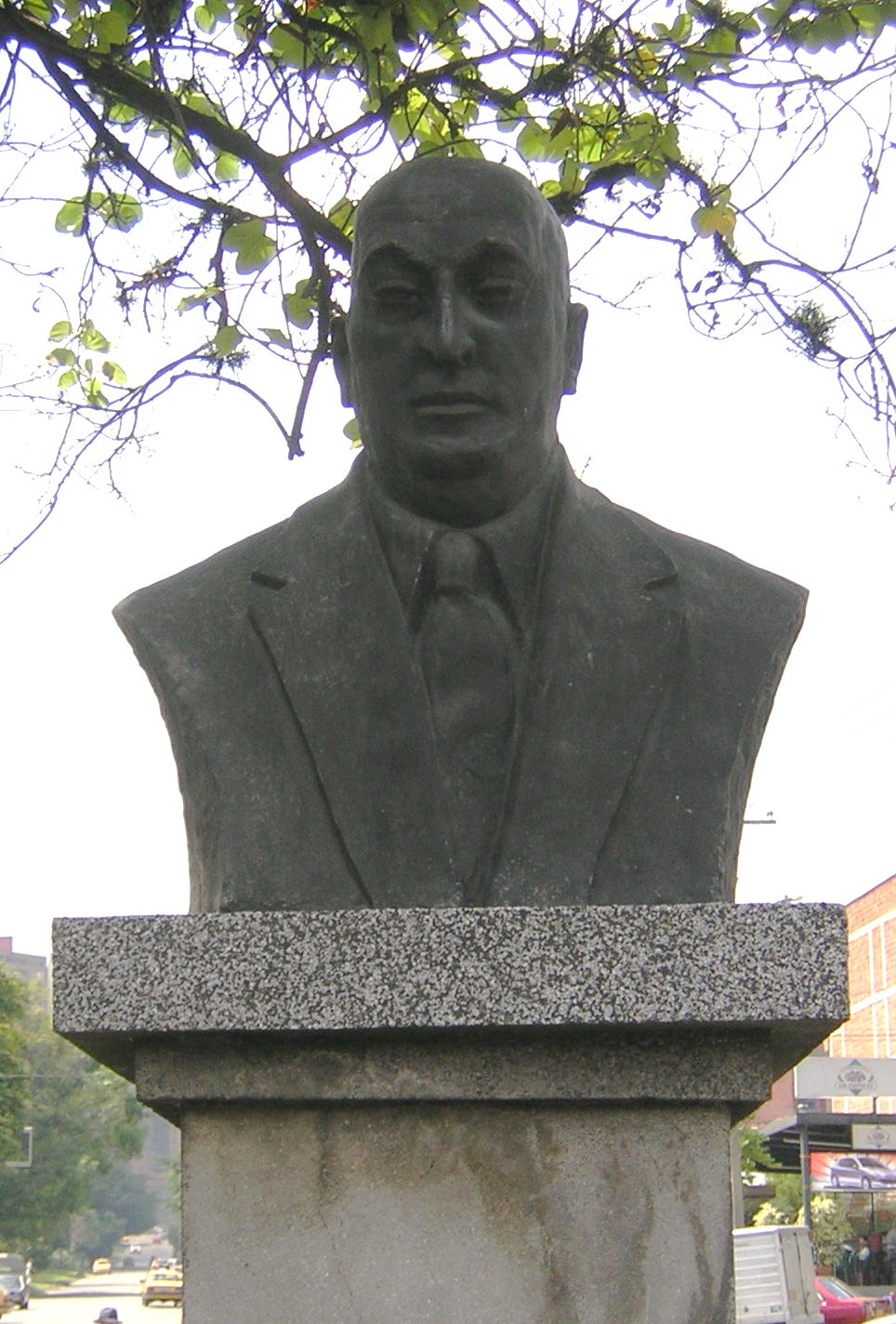
Su abuelo, Gilberto Alzate Avendaño.

Fernando Sanclemente Alzate es miembro de dos familias de la aristocracia del Partido Conservador Colombiano. Por un lado los Sanclemente del Valle del Cauca, y por el otro los Alzate de Caldas.
Su padre era el abogado, economista y político Fernando Sanclemente Molina (congresista, concejal de Bogotá, director del conservatismo en 1984 y Embajador en España), y de Liliana Alzate Ronga. Su padre era sobrino tataranieto del expresidente de Colombia Manuel Antonio Sanclemente Sanclemente, y sobrino tercero del político Manuel María Sanclemente. Por su parte, su madre era hija del político conservador Gilberto Alzate Avendaño, el haz godo.
Es sobrino del también político conservador Francisco Sanclemente Molina, heredero político de Sanclemente padre, y quien fue secretario de salud durante la alcaldía de Andrés Pastrana entre 1988 y 1989.